# Limé
Limé è un comune francese di 193 abitanti situato nel dipartimento dell'Aisne della regione dell'Alta Francia.

## Società

### Evoluzione demografica
Abitanti censiti

## Archeologia
Tracce di vita protostorica come nella località detta Martois, scavi del 1888 di Frédéric Moreau, che portarono alla luce qui una decina di sepolcri della Tène. Un poggio feudale nel 1861. Alle Sables Sud abitazioni dell'Hallstatt e della Tène antica scoperte nel 1992. Ai Grand Aulnes un'abitazione che andava dall'Hallstatt al  periodo gallo-romano scoperta nel 1996.

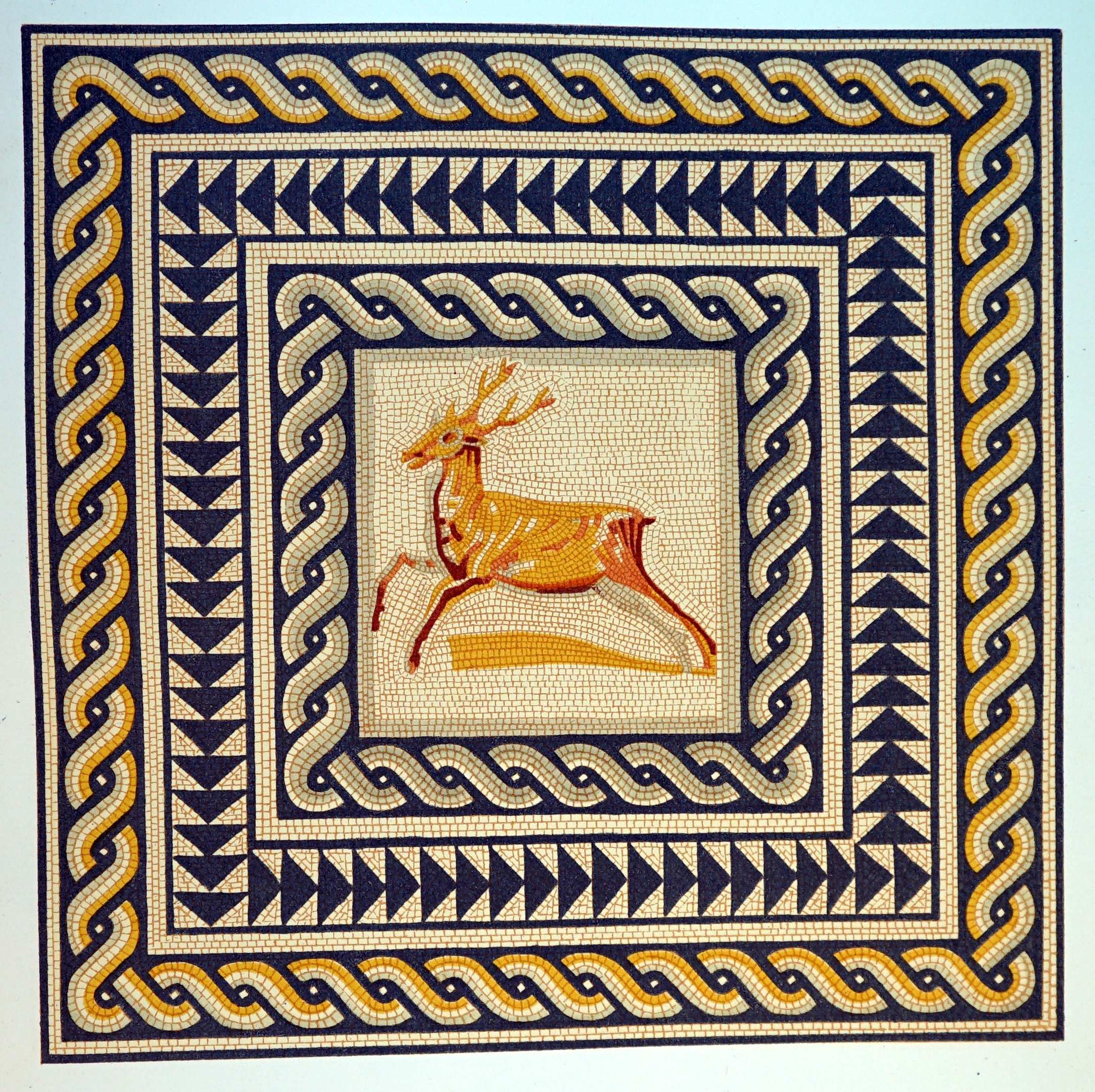
La villa d'Ancy, mosaico
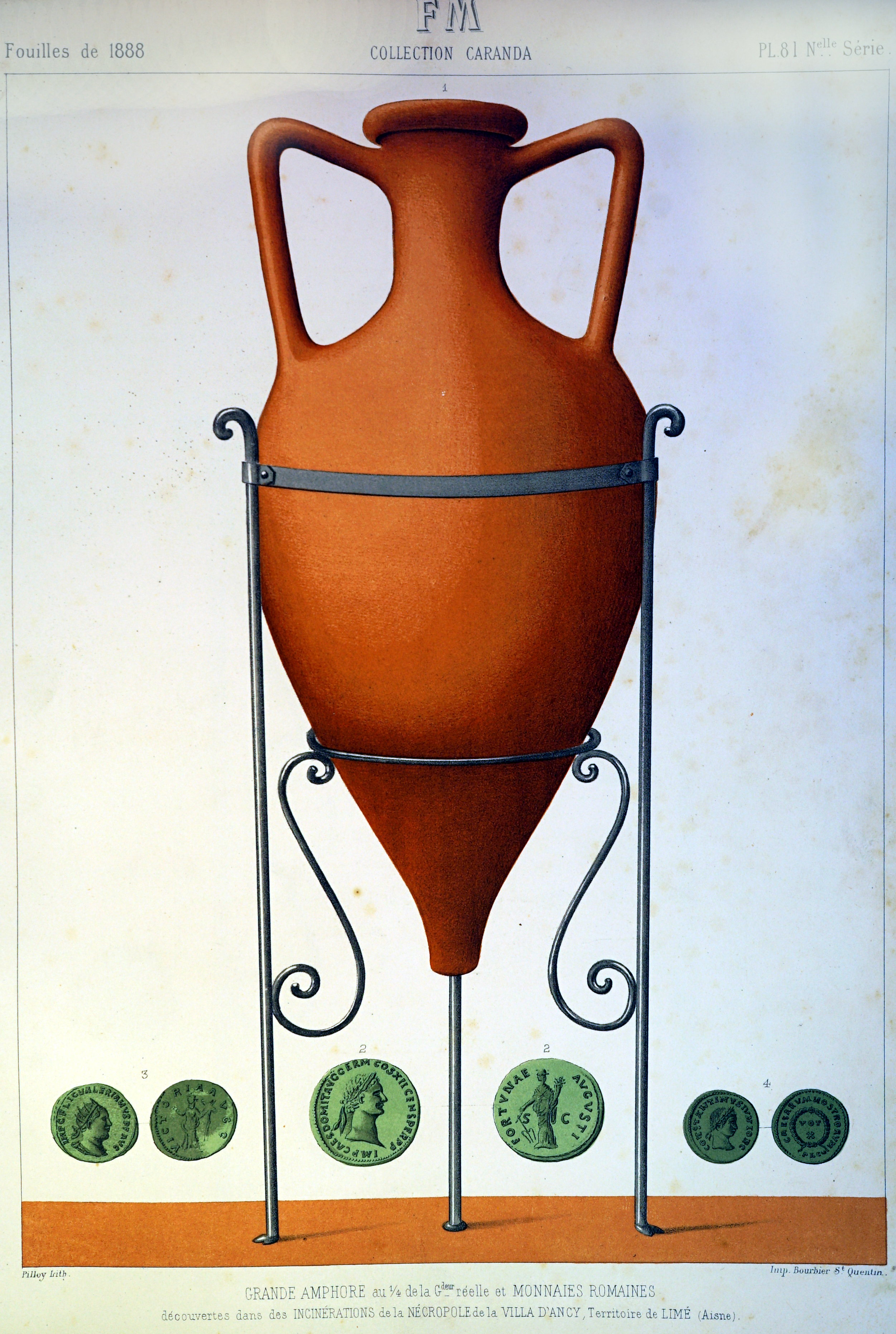
Oggetti
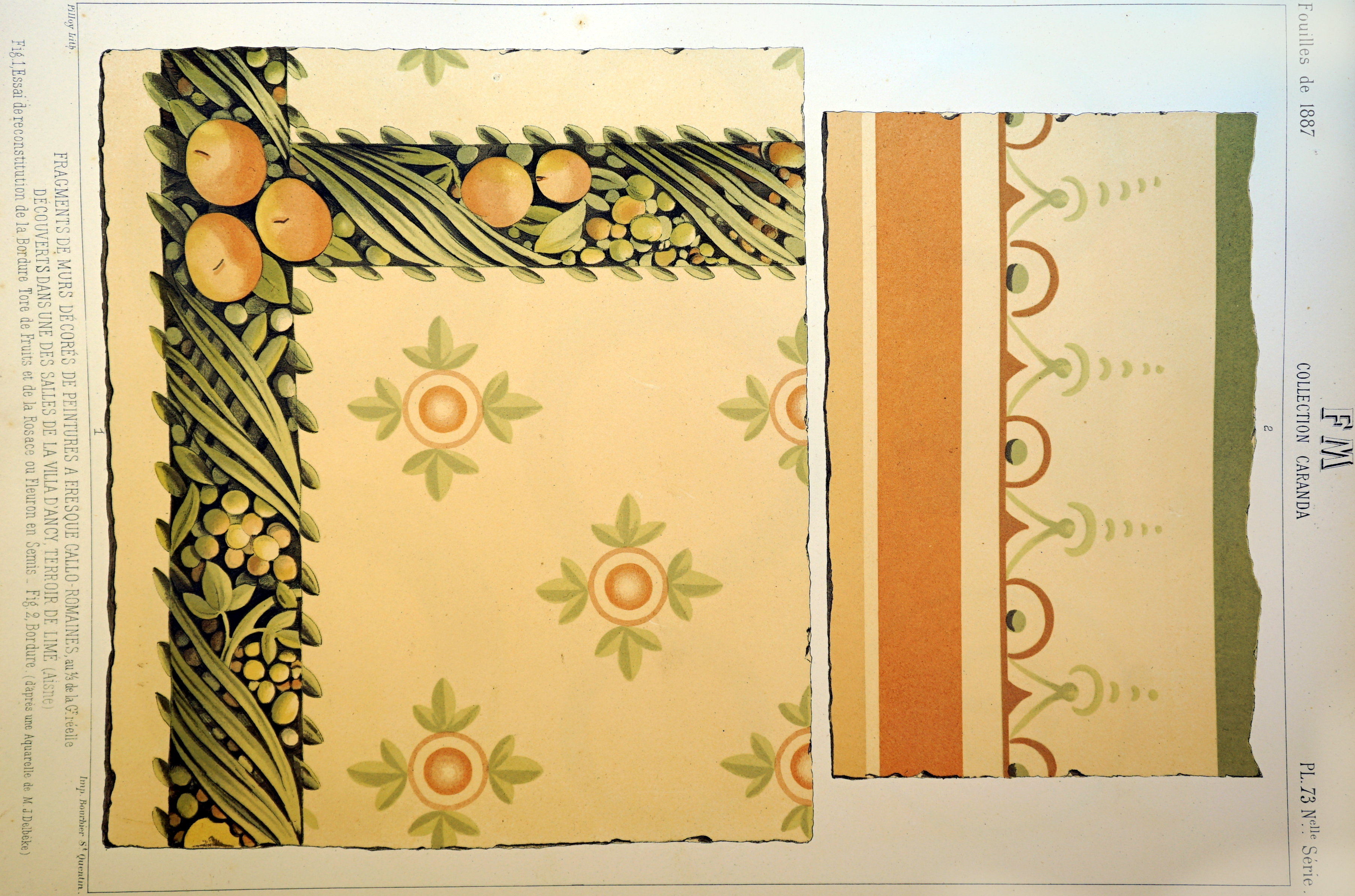
Affreschi
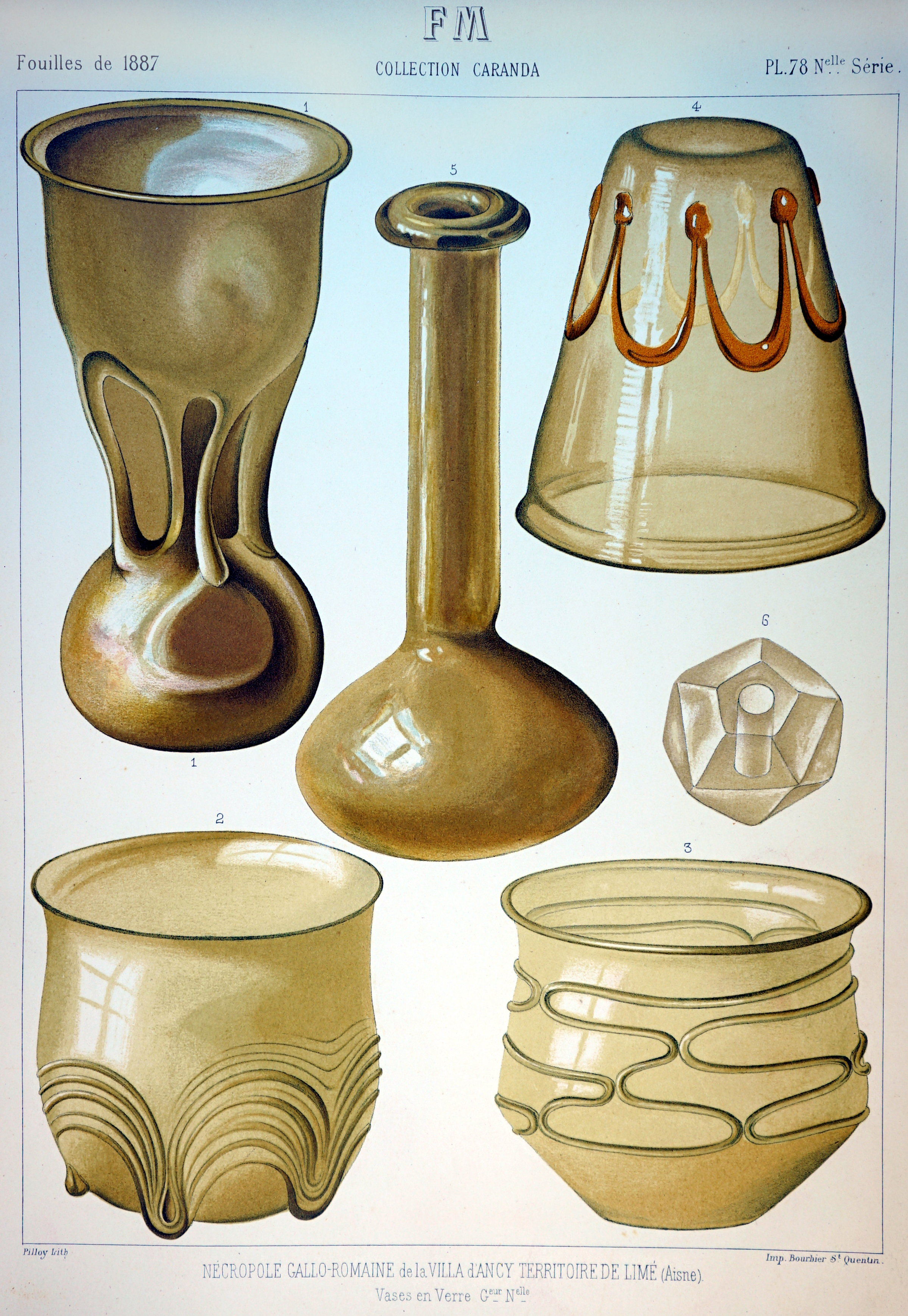
Vetrerie
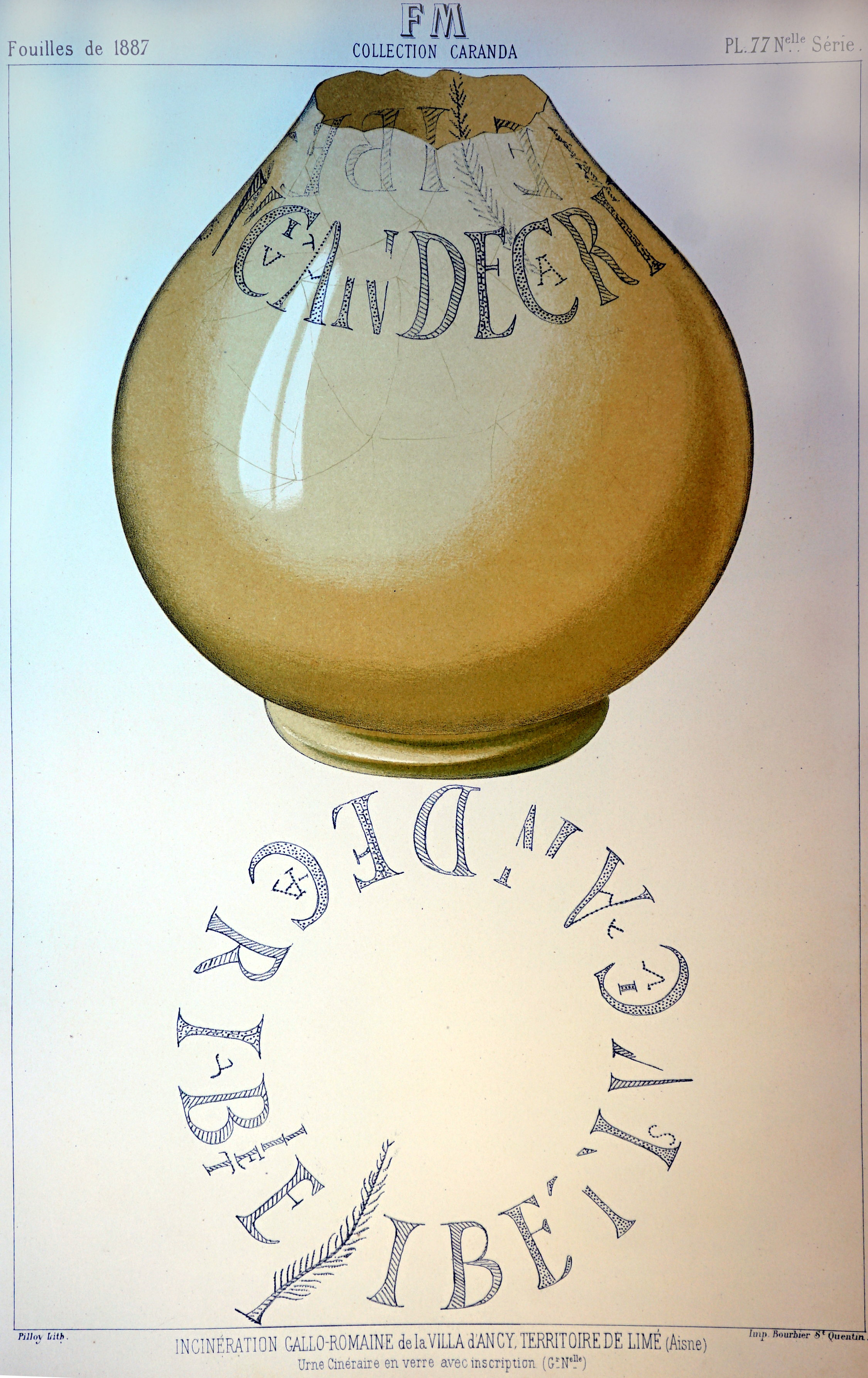
Vaso inciso.

In quella che Moreau chiama "villa d'Ancy" dell'antico vicus furono scoperti una villa e un cimitero gallo-romani con sepolture militari verosimilmente germanizzate per la presenza di tinozze, di fibule e di un vaso in vetro inciso; la località sarebbe stata abitata fino all'inizio del V secolo.